# Temnothorax acuminatus
Temnothorax acuminatus (лат.) — вид мелких муравьёв рода Temnothorax из подсемейства мирмицины (Formicidae). Название происходит от латинского слова acuminatus («заостренный, сужающийся») по характерному признаку клиновидного узелка петиоля.

## Распространение
Северная Америка (южная Мексика, Chiapas, Custepec, Sierra Madre de Chiapas, на высоте 1,5—1,9 км).

## Описание
Мелкие тёмно-коричневые муравьи (2—3 мм). T. acuminatus можно отличить от всех остальных представителей клады salvini следующей комбинацией признаков: дорзум мезосомы очень слабо выемчатый в профиль; верхняя сторона проподеума без отстоящих щетинок; петиоль антеродорсально со слабым поперечным валиком; стебелёк петиоля короткий, составляет около четверти всей длины петиоля; узелок петиоля клиновидный; постпетиоль относительно узкий; щетинки на голове, мезосоме, стебельке и брюшке прямостоячие, короткие, редкие и тупые (никогда не длинные и сужающиеся). Покровы тёмно-коричневые, с мандибулами, переднеспинкой, голенями, лапками и жалом коричневого цвета. Брюшко гладкое и блестящее. Проподеальные шипики длинные. Усики рабочих и самок 12-члениковые. Temnothorax acuminatus был собран в нескольких высокогорных участках мезофильного леса в штате Чьяпас, Мексика. Типовая серия была собрана под эпифитами и в щелях коры. Дополнительные рабочие были собраны при сборе опавших листьев. Остается неясным, является ли этот вид строго древесным.

## Систематика
Вид Temnothorax acuminatus был впервые описан в 2021 году американским мирмекологом Мэттью Пребусом (University of California, Davis, Калифорния, США). Вместе с видом Temnothorax tuxtlanus включён в состав видовой группы Temnothorax acuminatus из клады Temnothorax salvini. Виды этой группы объединяет отсутствие щетинок на тыльной стороне проподеума, редуцированный субпетиолярный зуб, умеренно вдавленная метанотальная борозда, постеродорсально направленные шипы проподеума и темная окраска. Члены этой группы были собраны из расщелин коры, из-под эпифитных подстилок на опадах деревьев и из просеянной листовой подстилки.